# Jed Rubenfeld
Jed Rubenfeld (ur. 15 lutego 1959, Waszyngton) – amerykański profesor prawa Yale Law School. Jego powieść Sekret Freuda została wydana w wielu krajach, w łącznym nakładzie ponad miliona egzemplarzy. Jego żoną jest profesor Amy Chua.